# Hassocks
Hassocks  est un bourg anglais possédant une paroisse civile du Mid Sussex, district du Sussex de l'Ouest, en Angleterre.
Il est situé à environ 7 miles (11 km) au nord de Brighton et compte en 2018 une population de 8 319 habitants.
Hassocks était peuplé de quelques de petites maisons du XIXe siècle, et s'est développé grâce à la ligne de chemin de fer entre Londres et Brighton, la Brighton main line (en).

## Toponymie
Hassocks est un nom d'origine vieil-anglaise. Il provient du substantif hassuc désignant une touffe d'herbe et renvoyait à l'origine à un champ avant de désigner le village qui s'est développé au XIXe siècle.